# Karl Friedrich Lessing
Karl Friedrich Lessing   (Breslau i Wrocław Pracze, 15 de febrer de 1808 - Karlsruhe, 4 de gener de 1880) va ser un pintor històric i paisatgístic alemany, nebot de Gotthold Ephraim Lessing i un dels principals exponents de l'escola de pintura de Düsseldorf.

## Biografia

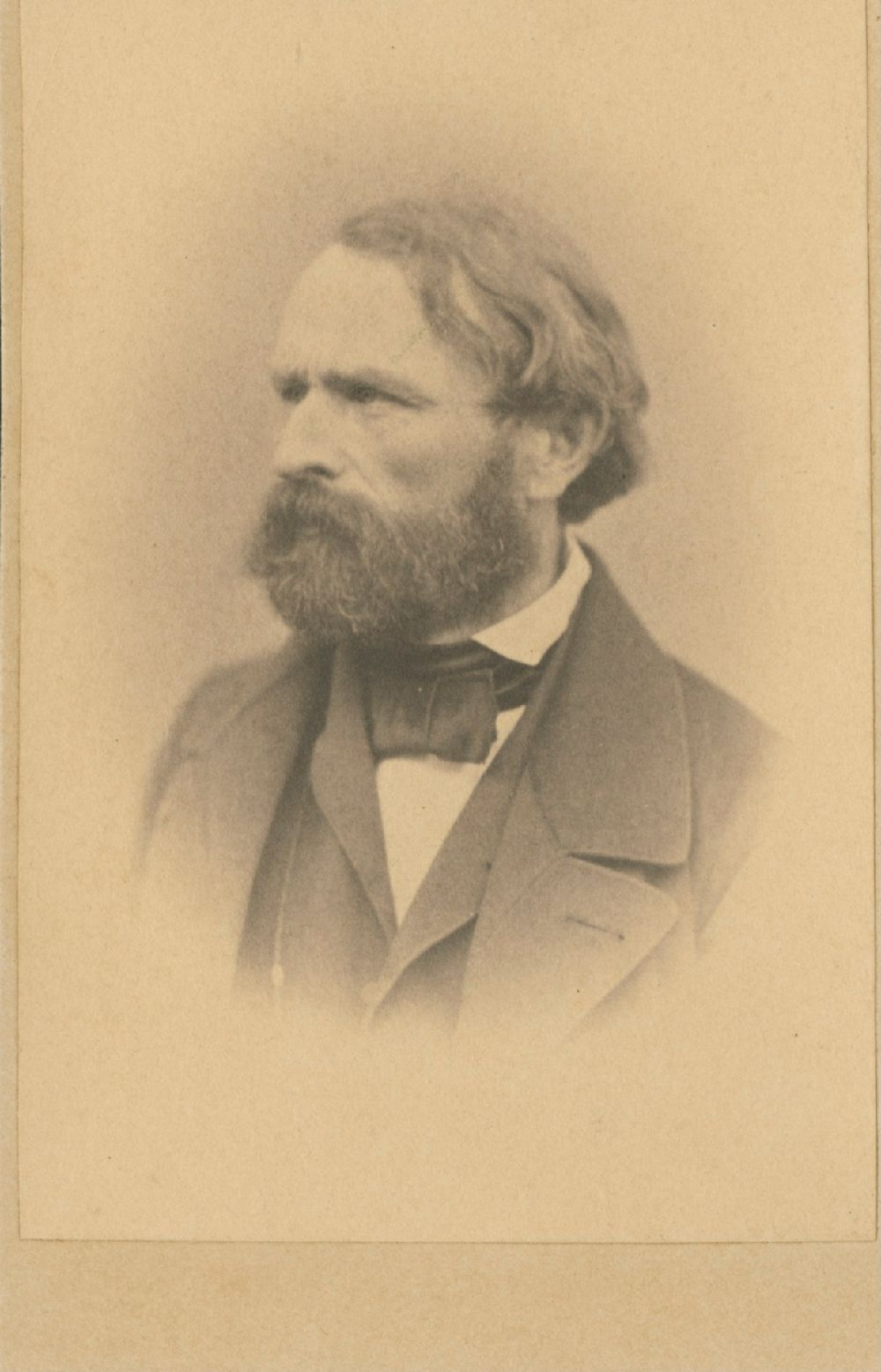
Karl Friedrich Lessing de G. & A. Overbeck (empresa), c. 1868

El seu pare, també anomenat Karl Friedrich Lessing (1778–1848), va ser un oficial judicial a Breslau, des de 1809 com a canceller de la cort del país de l'Estat Lliure de l'antic Wartenberg polonès (Wartenberg a Polònia). La mare de Lessing, Clementine de soltera Schwarz (1783–1821), era filla d'un canceller del govern de la casa Hatzfeld a Żmigród. El seu germà, Christian Friedrich, esdevingué metge i botànic. La seva germana, Franziska Maria (1818–1901), es va casar amb el pintor Emil Ebers. Va passar la major part de la seva infantesa a Wartenberg, on va desenvolupar un primer amor per la natura.
Després de passar dos anys a una escola catòlica de Breslau, l'artista Johann Heinrich Christoph König va destacar el seu talent per al dibuix, cosa que, el 1822, va fer que estudiés a la Bauakademie de Berlín. L'any següent, contra la voluntat del seu pare, va decidir fer-se pintor. Va passar tres anys estudiant a l’Acadèmia de les Arts de Prussia amb els paisatgistes Samuel Rösel i Heinrich Dähling. Una mostra reeixida el 1825, amb la posterior venda del quadre Kirchhof mit Leichensteinen und Ruinen im Schnee, va reconciliar el seu pare amb la seva carrera escollida. El 1826, va acompanyar un dels seus instructors, Friedrich Wilhelm von Schadow a la Kunstakademie de Düsseldorf. Allà, es va relacionar amb l'Escola de pintura de Düsseldorf. El 1827, va emprendre estudis addicionals de pintura de paisatge amb Johann Wilhelm Schirmer.

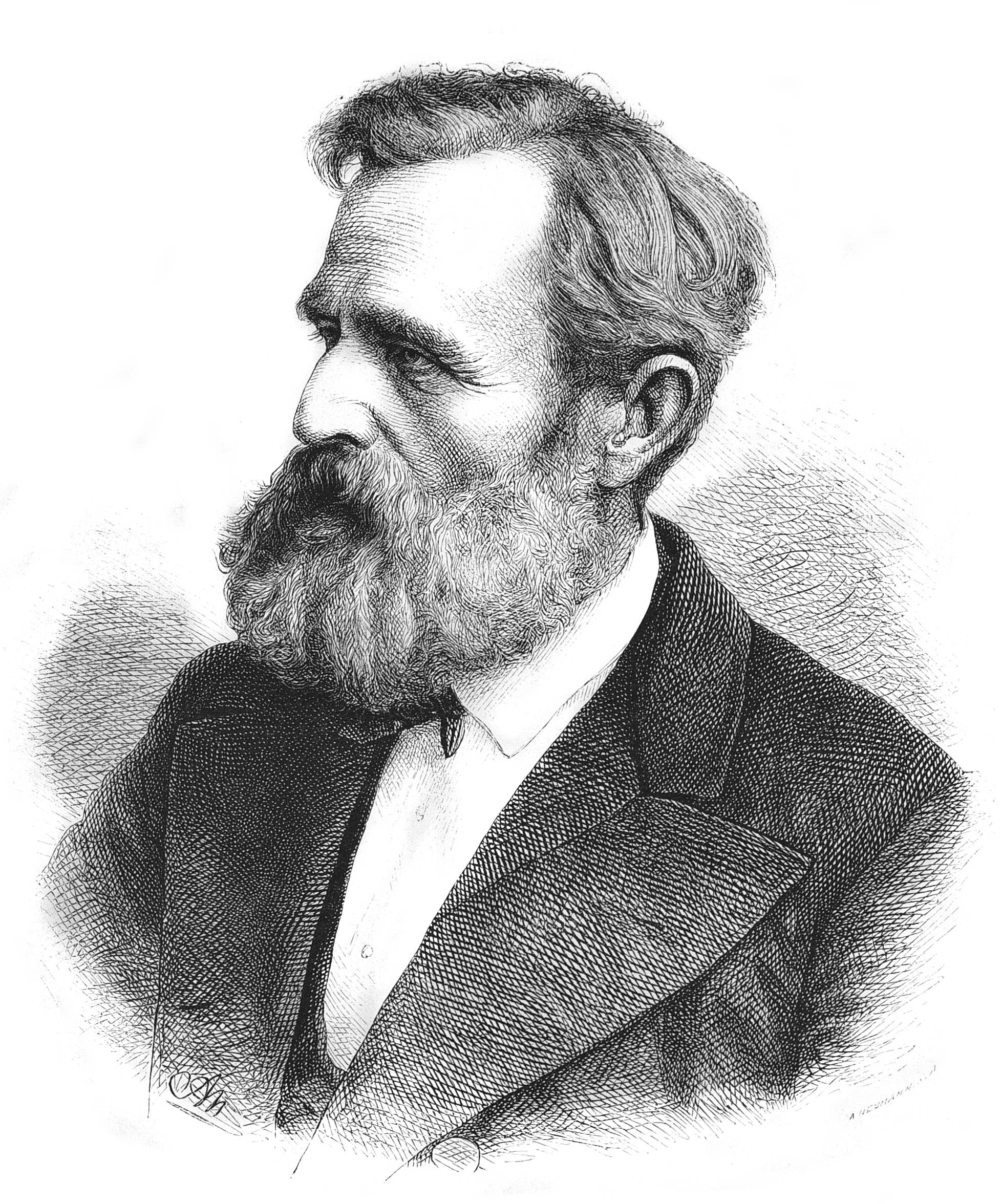
Lessing el 1878, de
Die Gartenlaube

En la primera fase de la seva carrera, va pintar paisatges foscos i imaginatius, a l'estil de Caspar David Friedrich amb motius romàntics com ruïnes de castells, cementiri abandonat (Klosterhof im Schnee, 1829, Wallraf-Richartz-Museum, Colònia), o roques irregulars., amb figures de personal de monjos, cavallers, lladres o gitanos. Altres temes que va treure de la poesia (Lenore, 1802) o contes i llegendes com Un rei i una reina en dol (Das trauernde Königspaar, 1830, Museu de l'Ermitage, Sant Petersburg, Rússia) després del poema de Ludwig Uhland Das Schloß am Meere. Més tard, Schadow el va animar a dedicar-se a la pintura d'història i el va ajudar a obtenir un encàrrec del comte Franz von Spee per pintar un cicle de frescos que representen la vida de Frederic I del Sacre Imperi Romanogermànic al Schloss Heltorf prop de Düsseldorf, l'anomenat "Barbarossazyklus". Va completar part d'una representació monumental de la batalla d'Iconi, però va decidir que la pintura mural no li agradava i va permetre que un altre artista del projecte, Hermann Plüddemann, acabés el fresc a partir dels seus esbossos. La seva obra més reconeguda i influent va ser The Hussite Sermon (Die Hussitenpredigt, 1836) que fins aleshores no havia estat un tema històric com a tal, però va permetre una varietat de referències a la història contemporània. La imatge va ser de gira per Alemanya i França i va ser discutida positivament, com, per exemple, per Friedrich Theodor Vischer en el seu assaig "Zustand der jetzigen Malerei" (1842).
Lessing es va casar amb Ida Heuser (1817–1880), filla de l'home de negocis, Heinrich Daniel Theodor Heuser (1767–1848), el 1841. Tres de les seves germanes, Louise Wüste, Adeline Jaeger i Alwine Schroedter, eren pintores. Van tenir diversos fills, entre ells els pintors, Heinrich Lessing i Konrad Lessing, i l'escultor, Otto Lessing. La seva filla, Bertha (1844–1914), es va casar amb l'actor Karl Koberstein (1836–1899). El pintor, Hans Koberstein (1864–1945), era el seu fill.
El 1846, se li va oferir el càrrec de director dels Institut Städel de Frankfurt del Main, però va declinar. Més tard, el 1858, va acceptar un nomenament com a director de la Staatliche Kunsthalle Karlsruhe de Karlsruhe. Allà, va reprendre la pintura de paisatges. El 1867, va rebre una altra oferta, com a director de la Kunstakademie Düsseldorf, però va optar per romandre a Karlsruhe.
Al llarg de la seva carrera, va rebre diversos premis. El 1848, va ser nomenat professor pel rei Friedrich Wilhelm IV, i va ser un dels primers artistes a rebre la medalla Pour le Mérite. També va ser membre de l'Acadèmia Prussiana i va exercir com a president de l'associació d'artistes progressistes "Malkasten" (Caixa de pintura).
Durant la seva última dècada, va patir diversos ictus, que el van deixar sense poder treballar. Va morir d'un l'any 1880, a l'edat de setanta-dos anys, i va ser enterrat al cementiri principal de Karlsruhe, amb un monument dissenyat pel seu fill Otto. El cementiri va ser arrasat l'any 1956.

## Pintures seleccionades

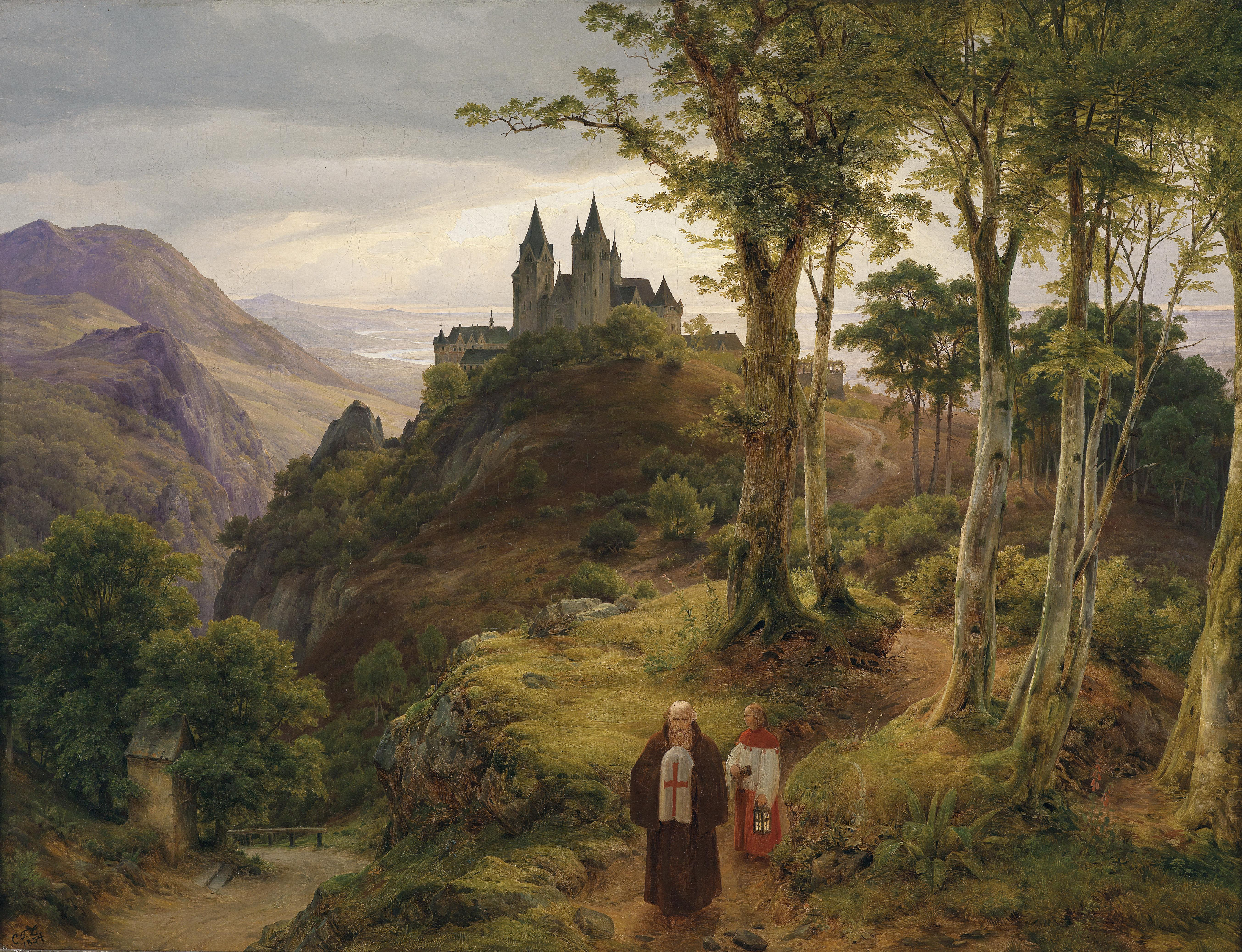
Paisatge romàntic amb complex de monestirs, 1834
The Hussite Sermon, que representa els hussites
L'última croada
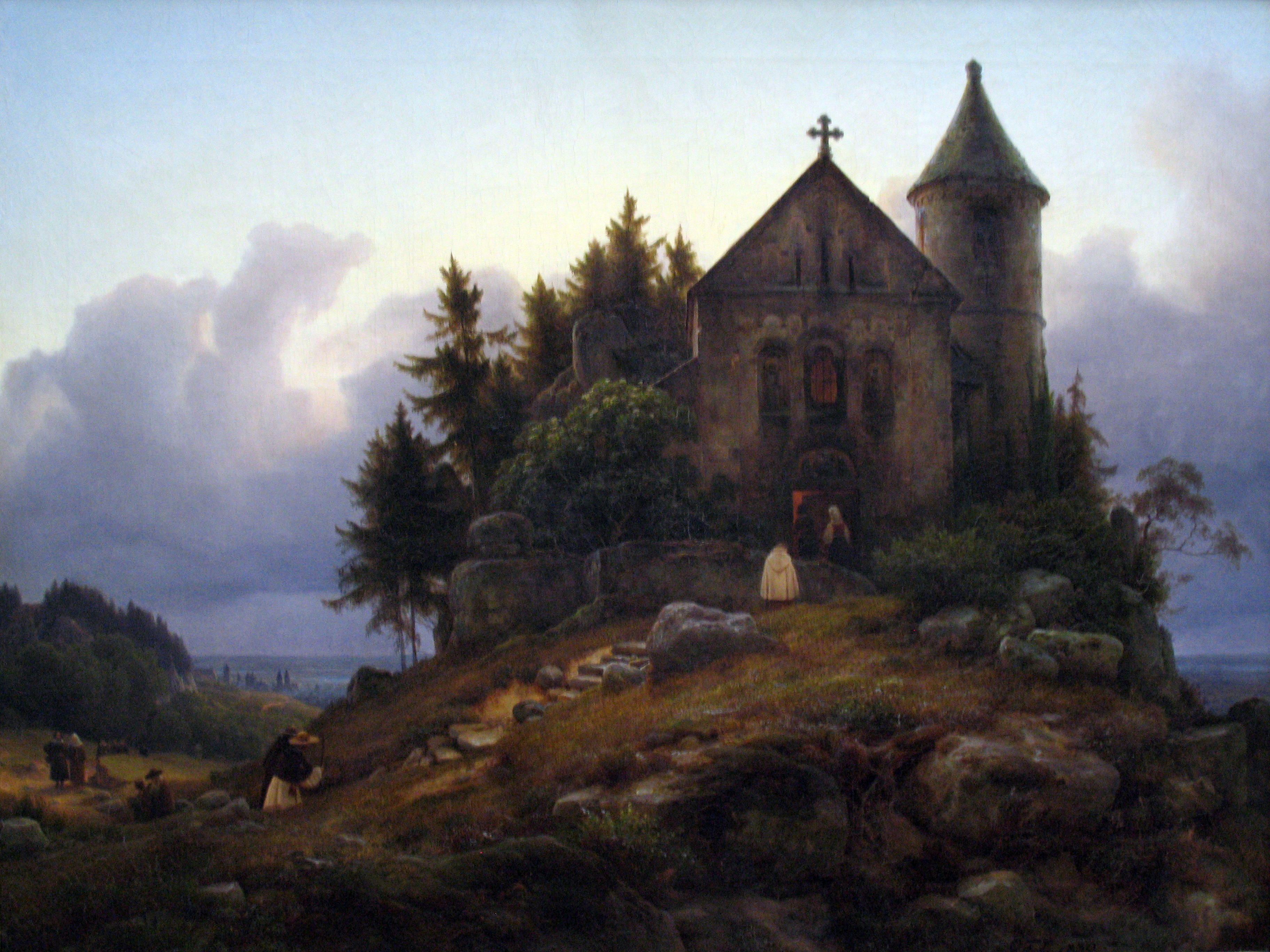
Capella del Bosc
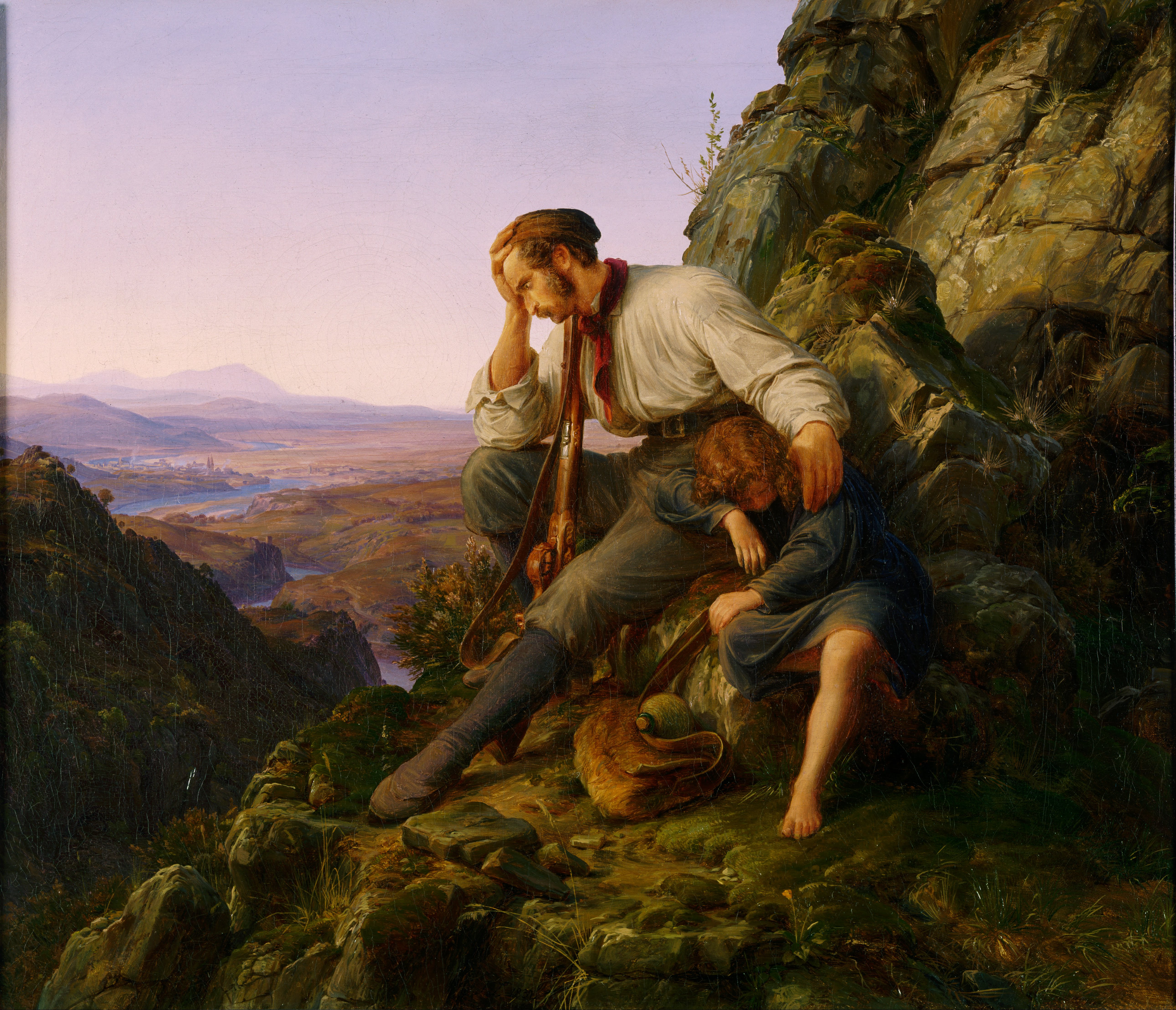
El lladre i el seu fill